# 亨利·科安德
亨利·瑪麗·康達（羅馬尼亞語：Henri Marie Coandă，羅馬尼亞語發音：[ɑ̃ˈri ˈko̯andə]，1886年6月7日—1972年11月25日）是一名羅馬尼亞發明家和空氣動力學先驅，製造了一架從未飛過的試驗機「科安德-1910」。他發明了大量裝置，設計「飛碟」，並發現流體力學的寬德效應。
1950年代，科安德誇大了自己在航空史上的重要性，謊稱自己發明空氣噴射發動機，並將這項設計應用於科安德-1910飛機。然而，他的噴氣式發動機設計，即「渦輪推進器」，在其專利中被描述為通過水或空氣以同樣的方式工作。